# 池波晏寿
池波 晏寿（いけなみ あんじゅ）は、日本のソングライター、編曲家。

## 概要
自身が作詞・作曲・編曲を手掛けたテレビアニメ「おそ松さん」のOPテーマ「全力バタンキュー」がオリコン週間チャート2位を獲得した。

## 主な音楽活動

### 楽曲提供
A応P
- 「全力バタンキュー」（作詞・作曲・編曲/2016年）
  - TVアニメ「おそ松さん」オープニング曲
- 「花咲か人生ええじゃないか!」（作詞・作曲/2017年）
  - ゲーム「おそ松さん ダメ松．コレクション〜6つ子の絆〜」テーマソング
- 「全力バタンキュー メタルアレンジ」（作詞・作曲/2023年）
  - 劇場版アニメ「おそ松さん 魂のたこ焼きパーティーと伝説のお泊り会」OP主題歌

あっとせぶんてぃーん
- 「summer time」（作詞・2016年）
- 「コ・コ・ロキャラメル」（作詞・2016年）

Wi-Fi-5
- 「始まりのカレッジ」（作詞・作曲/2017年）
  - TVアニメ「妖怪アパートの幽雅な日常」オープニング曲
- 「Lovely Shooting Star」（作詞・作曲/2017年）
- 「にゃーお!」（作詞・作曲/2018年）
  - TVアニメ「こねこのチー ポンポンらー大旅行」エンディング曲

meg
- 「大丈夫」（作詞・2016年）

ドリーミング
- 「ふたごの牧場」（作詞・作曲/2017年）
  - ニンテンドー3DS用ゲーム「牧場物語 ふたごの村＋」イメージソング

有馬稲子
- 「花は今開く」（作詞/2017年）
  - ドラマ「やすらぎの郷」劇中歌

### CM
- 東急電鉄「バスと電車の博物館」（2021年）
- 東急建設（2022年）
- Hey! Say! JUMP ロゴリニューアルムービーBGM（2022年）
- Bunkamura Web CM（2022年）
- しまずかん Web CM（2022年）
- 東急キッズベースキャンプ（2023年）
- 東急病院（2023年）

### TV番組
- テレビ朝日「MOTTO!!」オープニングテーマ

### 舞台
- 「TRICKSTAR~the STAGE~」キャラクターソング（作詞・作曲・編曲/2017年）
- ミュージカル「M's」（2020年）
- 「オンディーヌ」（2022 - 2023年）

### 展覧会
- 「六六鱗掬月七百景」展示映像 BGM（2020年）
- 「軍艦島余命展」展示映像 BGM（2021年）